# Legio XX Siciliana
Die Legio XX Siciliana war eine Legion der römischen Armee. Sie wurde vermutlich in den Römischen Bürgerkriegen (49–31 v. Chr.) aufgestellt. Der Name Siciliana weist auf eine Teilnahme am bellum Siculum gegen Sextus Pompeius im Jahr 36 v. Chr. hin, den Octavian und sein Feldherr Marcus Vipsanius Agrippa um Sizilien führten.
Die Legion ist unter diesem Namen nur in den beiden Grabinschriften des Signifers Aulus Silanus und des Veteranen Gaius Marius aus dem späten 1. Jahrhundert v. Chr. belegt. Beide Inschriften stammen aus der heutigen italienischen Provinz Benevento und sind zumindest in der Datierung unsicher.